# Eugenia Maria Roccella
Eugenia Maria Roccella (Bologna, 15 novembre 1953) è una giornalista, politica e saggista italiana, dal 22 ottobre 2022 ministro per la famiglia, la natalità e le pari opportunità nel governo Meloni.
È stata sottosegretario di Stato al Ministero del lavoro, della salute e delle politiche sociali e al Ministero della salute nel governo Berlusconi IV.

## Biografia
Nata il 15 novembre 1953 a Bologna, figlia di Franco Roccella, politico e uno dei fondatori del Partito Radicale, e di Wanda Raheli, pittrice e femminista, trascorre l'infanzia in Sicilia, affidata ai nonni e a una zia, per poi raggiungere a Roma i genitori in età scolare.
Negli anni ’70 inizia il suo attivismo femminista per «trasferire l'autorevolezza che la donna aveva nel privato anche nella sfera pubblica», entra a 18 anni nel "Movimento di liberazione della donna", diventandone leader durante gli anni di frequentazione all'Università degli Studi di Roma "La Sapienza". Si fa portavoce in quegli anni di molte battaglie femministe, per l'aborto, contro la violenza sulle donne, per la modifica del diritto di famiglia e per le pari opportunità.
Nel 1975 pubblica il libro Aborto: facciamolo da noi con prefazione dell'attivista Adele Faccio.
Alle elezioni politiche del 1979 viene candidata alla Camera dei deputati, tra le liste del Partito Radicale nella circoscrizione Roma-Viterbo-Latina-Frosinone, ottenendo solo 292 preferenze e non risulta eletta.
Laureata in Lettere moderne, è dottoressa di ricerca presso l'Università La Sapienza.
Dal 2000 è giornalista professionista, iscritta all'Ordine dei giornalisti del Lazio.

### Dai radicali al Popolo delle Libertà
Negli anni novanta ha lasciato i Radicali, colpevoli a suo dire di portare avanti «battaglie che stanno conducendo verso la distruzione dell'individuo», di «ricadute anti-individuali del loro individualismo» e di sponsorizzare «un'idea di libertà senza limiti» che non fa altro che ottenere «un'illibertà assoluta». Ha affermato che a farle lasciare il Partito Radicale fu, fra l'altro, il comportamento di Marco Pannella, che le ingiunse di pagare il contributo annuale al partito o di dimettersi da esso; ha lamentato che in quell'anno il padre Franco era appena morto e la madre Wanda ancora in condizione di disabilità a causa di un ictus che l'aveva colpita nel 1981.
Nel 1997 ha scritto La leadership di Berlusconi, (in Forza Italia, radiografia di un evento, a cura di Domenico Mennitti, Ideazione editrice) e nel 2001 "Dopo il femminismo" (Ideazione editrice).
È diventata editorialista del quotidiano Avvenire e ha collaborato con Il Foglio, con Il Giornale e con la rivista bimestrale di cultura politica Ideazione. Su queste testate si è principalmente occupata di problematiche relative alla bioetica.
Insieme con Lucetta Scaraffia, ha curato il Dizionario biografico Italiane. Dall'Unità d'Italia alla prima guerra mondiale, pubblicato in tre volumi, nel 2004, dalla Presidenza del Consiglio dei ministri, nel quale si presentano 247 ritratti di donne italiane che hanno fatto la storia del Paese, incluse Rachele Mussolini e Clara Petacci, seguendo il criterio già adottato da Miriam Mafai nel suo Le donne del Novecento. Sempre con Lucetta Scaraffia ha scritto Contro il cristianesimo. L'ONU e l'Unione europea come nuova ideologia (Edizioni Piemme, 2005).
Con Assuntina Morresi ha scritto La favola dell'aborto facile. Miti e realtà della pillola Ru486 (ed. FrancoAngeli, 2006).
Nel 2007, insieme all'ex segretario generale della CISL Savino Pezzotta, è portavoce del Family Day, la manifestazione di sostegno alla famiglia formata da un uomo e una donna organizzata per il 12 maggio dall'associazionismo cattolico.

### Deputata e Sottosegretaria di Stato
Alle elezioni politiche del 2008 viene candidata alla Camera dei deputati, tra le liste del Popolo delle Libertà (PdL) in quota Forza Italia nella circoscrizione Lazio 2 in quinta posizione, venendo eletta deputata. Dopo la vittoria di Berlusconi e del centro-destra per la terza volta alle politiche del 2008, diventa sottosegretario di Stato al ministero del lavoro, della salute e delle politiche sociali (nato dalla fusione del Ministero del lavoro e della previdenza sociale, del Ministero della salute e del Ministero della solidarietà sociale). In seguito alla ricostituzione del Ministero della salute quale autonomo dicastero, il 5 febbraio 2010 diventa sottosegretario alla salute.
Nel 2013 ha fondato «Di mamma ce n'è una sola», il primo comitato italiano contro la maternità surrogata.

### Rielezione alla Camera
Alle elezioni politiche del 2013 è stata rieletta alla Camera nella circoscrizione Lazio 1 nelle liste del Popolo della Libertà.
Il 16 novembre 2013, con la sospensione delle attività del Popolo della Libertà, aderisce al Nuovo Centrodestra (NCD) guidato da Angelino Alfano.
Il 23 novembre 2015, dopo numerose critiche rivolte al partito e al suo presidente Angelino Alfano, abbandona assieme a Vincenzo Piso il Nuovo Centrodestra, nonché il gruppo Area Popolare, passando quindi al gruppo misto e divenendo una delle fondatrici del movimento Identità e Azione guidato da Gaetano Quagliariello.
Il 1º dicembre 2015, poi, aderisce alla componente del Gruppo misto "USEI-IDEA".
Alle elezioni politiche del 2018 si è ricandidata alla Camera nel collegio uninominale Emilia-Romagna - 07 (Bologna - Casalecchio di Reno), per la coalizione di centro-destra in quota Noi con l'Italia-UDC, dove ottiene il 27,60% ed è superata da Gianluca Benamati del centro-sinistra (35,27%), e da capolista di Noi con l'Italia - UDC nei collegi plurinominali Lazio 1 - 01, Emilia-Romagna - 01 ed Emilia-Romagna - 02, ma non viene rieletta, in quanto la lista non supera la soglia di sbarramento del 3%.

### Ministro per la famiglia, la natalità e le pari opportunità
Alle elezioni politiche del 2022 viene ricandidata alla Camera nel collegio uninominale Puglia - 01 (Foggia), sostenuta dalla coalizione di centro-destra in quota Fratelli d'Italia, oltreché nelle liste di Fratelli d’Italia nei collegi plurinominali Calabria - 01 e Sicilia 1 - 02 in terza posizione. Nell'uninominale Roccella ottiene il 34,83% dei voti e viene sconfitta dal candidato del Movimento 5 Stelle Marco Pellegrini (41,33%), mentre nel plurinominale viene rieletta deputata nel collegio Calabria - 01. 
Dopo la vittoria della coalizione di centro-destra alle elezioni, visti i positivi risultati elettorali di Fratelli d'Italia, e il successivo incarico di formare un governo affidato a Giorgia Meloni, il 21 ottobre 2022 Roccella è stata indicata come ministro per la famiglia, la natalità e le pari opportunità. Il giorno successivo ha giurato nelle mani del Presidente della Repubblica Sergio Mattarella come Ministro senza portafoglio nel governo Meloni.
A marzo 2023 difende la circolare del ministro Piantedosi che, in seguito a una sentenza della Cassazione, vieta ai sindaci di operare le trascrizioni anagrafiche degli atti di nascita dei figli di coppie omosessuali nati all'estero. A nome del governo rifiuta la richiesta di confronto sul tema da parte di alcuni sindaci di centrosinistra, sostenendo che la circolare sarebbe una semplice applicazione della sentenza.

## Autobiografia
Nel 2023 pubblica con Rubbettino Editore Una famiglia radicale, libro autobiografico (ma qualificato in copertina come Romanzo) in cui racconta la storia della sua famiglia, della sua iniziale militanza nel Partito Radicale, la sua uscita da esso e il suo avvicinamento al mondo cattolico. La presentazione del libro al Salone del Libro di Torino è stata interrotta da contestazioni di attivisti di "Extinction Rebellion" e del collettivo femminista "Non Una di Meno", che contestavano a Roccella le sue posizioni sull'aborto. Gli attivisti saranno poi denunciati per violenza privata. La contestazione è stata fortemente criticata, tra gli altri, dalla presidente del consiglio Meloni e dal presidente della Repubblica Mattarella.

## Posizioni politiche

### Diritti LGBT e omofobia
Secondo Roccella, il matrimonio è il «momento cruciale che dà valore alla differenza sessuale, l'incontro di due diversi che producono la continuità delle generazioni».
Riguardo ai casi di omofobia dell'autunno 2009 e il conseguente richiamo del Presidente della Repubblica Giorgio Napolitano sul tema, ha dissentito dichiarando: «Non credo ci sia a livello statistico un'emergenza che riguardi la violenza sugli omosessuali. È importante non cadere in specificazioni eccessive; è bene ricordare che la differenza sessuale donne-uomini non è una ma è la differenza che struttura il gruppo umano. Alcuni casi richiamano l'attenzione dei media, ma sono le donne a vivere una violenza specifica.»
Nel 2018, Roccella ha dichiarato che si sarebbe adoperata per abrogare il riconoscimento delle unioni civili tra persone dello stesso sesso in Italia, che era stato legalizzato due anni prima. Si è opposta alle leggi Scalfarotto e Zan, da questi proposte con l'intenzione di sostenere i diritti LGBT in Italia, descrivendo quest'ultima come un freno alla libertà di espressione.
Nel gennaio 2023 si dice contraria all'adozione di bambini da parte di coppie omoaffettive, sostenendo che, pur potendo esistere ottimi genitori omosessuali, i bambini avrebbero diritto a una madre e un padre, portando a proprio sostegno un supposto consenso scientifico sul tema da parte degli psicologi. Tale affermazione viene refutata dal presidente del consiglio dell'ordine degli psicologi e da altri suoi colleghi, che sottolineano che non vi siano differenze sostanziali tra le famiglie omogenitoriali e le altre.

### Aborto, fine vita e fecondazione assistita
Nel 2006 ha definito la pillola abortiva RU 486 "un enorme inganno, è terrorizzante per le donne."
In relazione al caso di Eluana Englaro, a seguito della sentenza definitiva di via libera della Cassazione, in un articolo sul Giornale, ha parlato di "arbitrio dei giudici", spiegando che "La sentenza Englaro ha semplicemente portato alla luce il lungo movimento sotterraneo che avrebbe voluto condurre all'eutanasia senza nemmeno passare dal Parlamento, senza interpellare i cittadini in alcun modo". Ha inoltre ribadito che "è importante prendere una posizione forte, anche perché non esiste una posizione neutrale", e che il governo avrebbe valutato, oltre ad un decreto ad hoc, possibilità di compiere ispezioni nella clinica di Udine.
Circa la pronuncia di incostituzionalità di alcune parti della Legge 40 sulla procreazione assistita, ha dichiarato che "la 40 non è una legge cattolica" e che "la legge 40 resta quella che è, e i centri devono continuare ad applicarla nella sua lettera e con prudenza". Sulla legge 40, ha dichiarato, "ha resistito a tutti gli attacchi ed è stata confermata nel suo impianto dalla Corte costituzionale. La legge è basata su un equilibrio fra tutti i soggetti coinvolti".
Riguardo alla commercializzazione anche in Italia della pillola abortiva RU 486, ha dichiarato che si vuole "introdurre l'aborto a domicilio".
In una lettera pubblicata sul Corriere della Sera del 16 gennaio 2010, è intervenuta nel dibattito sulla diagnosi genetica preimpianto, riaperto da una sentenza della magistratura di Salerno, dichiarando che "Il desiderio di maternità non può trasformarsi in un diritto e in particolare un diritto al figlio sano" e che “la diagnosi preimpianto non è una terapia, ma una pura forma di selezione genetica, spesso su semplice base probabilistica”.
Si è espressa più volte perché nell'ambito della fecondazione eterologa si abbandonasse la dicitura di “ovodonazione”: “Tranne che in rarissimi casi si tratta di compravendita, anzi di sfruttamento di giovani donne bisognose che mettono a repentaglio la propria salute sottoponendosi alle pesanti stimolazioni ormonali necessarie alla cosiddetta donazione”, ha dichiarato in una lettera al Corriere della Sera del 25 maggio 2010.

### Altre posizioni
Nel gennaio 2011 ha firmato, insieme a Roberto Formigoni e altri, una lettera aperta pubblicata dal settimanale Tempi per chiedere ai cattolici italiani di sospendere ogni giudizio morale nei confronti di Silvio Berlusconi, indagato dalla procura di Milano per concussione e favoreggiamento della prostituzione minorile.
Ha dichiarato di apprezzare la visione della Chiesa, che «ha sempre valorizzato e accolto il femminile, attribuendo significato e importanza all'etica della cura.»

## Opere principali
- Aborto: facciamolo da noi, Napoleone Editore, 1975.
- Acqua, sapone, e..., Idea libri, 1992.
- La letteratura rosa, Editori Riuniti, 1998.
- Dopo il femminismo, Ideazione editrice, 2001.
- Fine della maternità. Il caso degli embrioni scambiati e la fecondazione eterologa, Edizioni Cantagalli, 2015.
- Una famiglia radicale, Rubbettino, 2023.

Collaborazioni
- Eugenia Roccella, Lucetta Scaraffia, Contro il cristianesimo. L'ONU e l'Unione Europea come nuova ideologia, Edizioni Piemme, 2005.
- Eugenia Roccella, Assuntina Morresi, La favola dell'aborto facile. Miti e realtà della pillola RU 486, FrancoAngeli, 2006.